# No Fear
No Fear is een nummer van de Finse rockband The Rasmus. Het was de eerste, en meest succesvolle, single van hun zesde studioalbum Hide from the Sun.
Het nummer werd in Europa een bescheiden hitje. In de Nederlandse Top 40 haalde het de 18e positie, in Vlaanderen kwam het terecht op nummer 6 in de Tipparade.